# Temple protestant de Lens
Le temple protestant de Lens est un édifice religieux situé 82 rue Victor Hugo, dans le centre-ville de Lens, dans le Pas-de-Calais. La paroisse est membre de l'Église protestante unie de France.

## Historique
Le temple protestant de Lens situé rue Victor Hugo construit au XIXe siècle, fut détruit au cours de la Première Guerre mondiale. Il a été reconstruit durant l'entre-deux-guerres grâce à l'action du comité de Montréal, dit "des 32", représentant le protestantisme anglophone canadien et  rendu au culte en 1925,.
Une nouvelle fois détruit pendant la Seconde Guerre mondiale, en août 1944, le comité de Montréal œuvra encore pour sa reconstruction,.

## Architecture
Le temple est un bâtiment construit en brique selon un plan quadrangulaire. La façade est percée d'une porte surmontée d'une triple baie. Le pignon en façade est surmonté d'une croix de pierre. 